# John Forbes Nash
John Forbes Nash Jr (ur. 13 czerwca 1928 w Bluefield, zm. 23 maja 2015 w Monroe Township) – amerykański matematyk i ekonomista, laureat nagrody im. Nobla w dziedzinie ekonomii oraz matematycznej Nagrody Abela za rok 2015.

## Życiorys
Prowadził badania nad teorią gier. Wprowadził koncept równowagi w grach niekooperacyjnych nazwany od jego nazwiska równowagą Nasha. W latach 50. XX w. pracował w Massachusetts Institute of Technology (w Cambridge), później był profesorem Uniwersytetu w Princeton.
Wynalazł on niemal równocześnie z Pietem Heinem grę planszową Hex.
Był współlaureatem Nagrody Banku Szwecji im. Alfreda Nobla w dziedzinie ekonomii w 1994 (nagrodę dostali wówczas także zajmujący się teorią gier Reinhard Selten i John Harsanyi).
Nash cierpiał na schizofrenię paranoidalną, która wcześnie wyłączyła go z życia naukowego. Historia jego życia została zekranizowana w 2001 roku w filmie Piękny umysł (A Beautiful Mind), w którym główną rolę zagrał Russell Crowe (w rzeczywistości choroba miała inny przebieg niż ukazany w filmie). Film dokumentalny poświęcił mu również kanał telewizyjny National Geographic (2004) oraz Discovery Communications (w Polsce ten film cyklicznie emituje kanał Discovery Science).
Nash i jego żona zginęli 23 maja 2015 w wypadku samochodowym na drodze New Jersey Turnpike. Według informacji ujawnionych przez policję, małżeństwo jechało taksówką, której kierowca stracił panowanie nad samochodem i uderzył w barierki obok drogi. Ze względu na brak zapiętych pasów bezpieczeństwa, matematyk i jego o cztery lata młodsza żona zostali wyrzuceni z samochodu.

## Życie prywatne
W 1951 Nash miał romans z pielęgniarką Eleanorą Stier, z którą miał syna (Johna Davida Stiera). W 1951 przeniósł się do MIT, gdzie rozpoczął pracę jako wykładowca na wydziale matematyki. Tam poznał Alicię Lopez-Harrison de Lardé (1 stycznia 1933 – 23 maja 2015), studentkę fizyki z Salwadoru, z którą się ożenił w lutym 1957. W 1959 Alicia oddała go do szpitala dla psychicznie chorych z powodu schizofrenii, na którą cierpiał. Alicia i Nash mieli jednego syna (Johna Charlesa Martina Nasha). Nash i Alicia de Lardé rozwiedli się w 1963 i ponownie pobrali w 2001 r.

## Upamiętnienie w kulturze
Życiorys Nasha jest głównym tematem książki biograficznej Sylvii Nasar Piękny umysł. Na jej podstawie w 2001 r. powstał film w reżyserii Rona Howarda, w którym główną rolę grał Russell Crowe.